# 怀圣寺
怀圣寺又称光塔寺、怀圣光塔寺、龙凤寺、礼拜寺等，位于中国广州越秀区光塔路56号，始建于唐代，是中國现存最早的清真寺，甚至是世界最早的清真寺之一。寺內懷聖塔原為教徒誦經之所，因塔位於當時的珠江邊，入夜後燈光可為船隻導航，故獲稱光塔。怀圣寺光塔为中华人民共和国全国重点文物保护单位。

## 历史

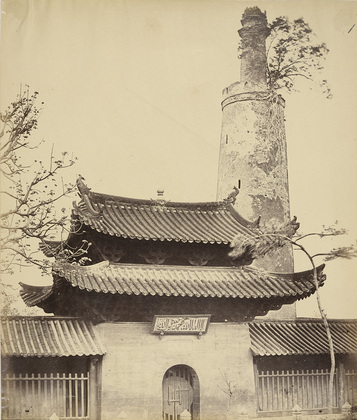
由费利斯·比特於1860年拍攝的光塔

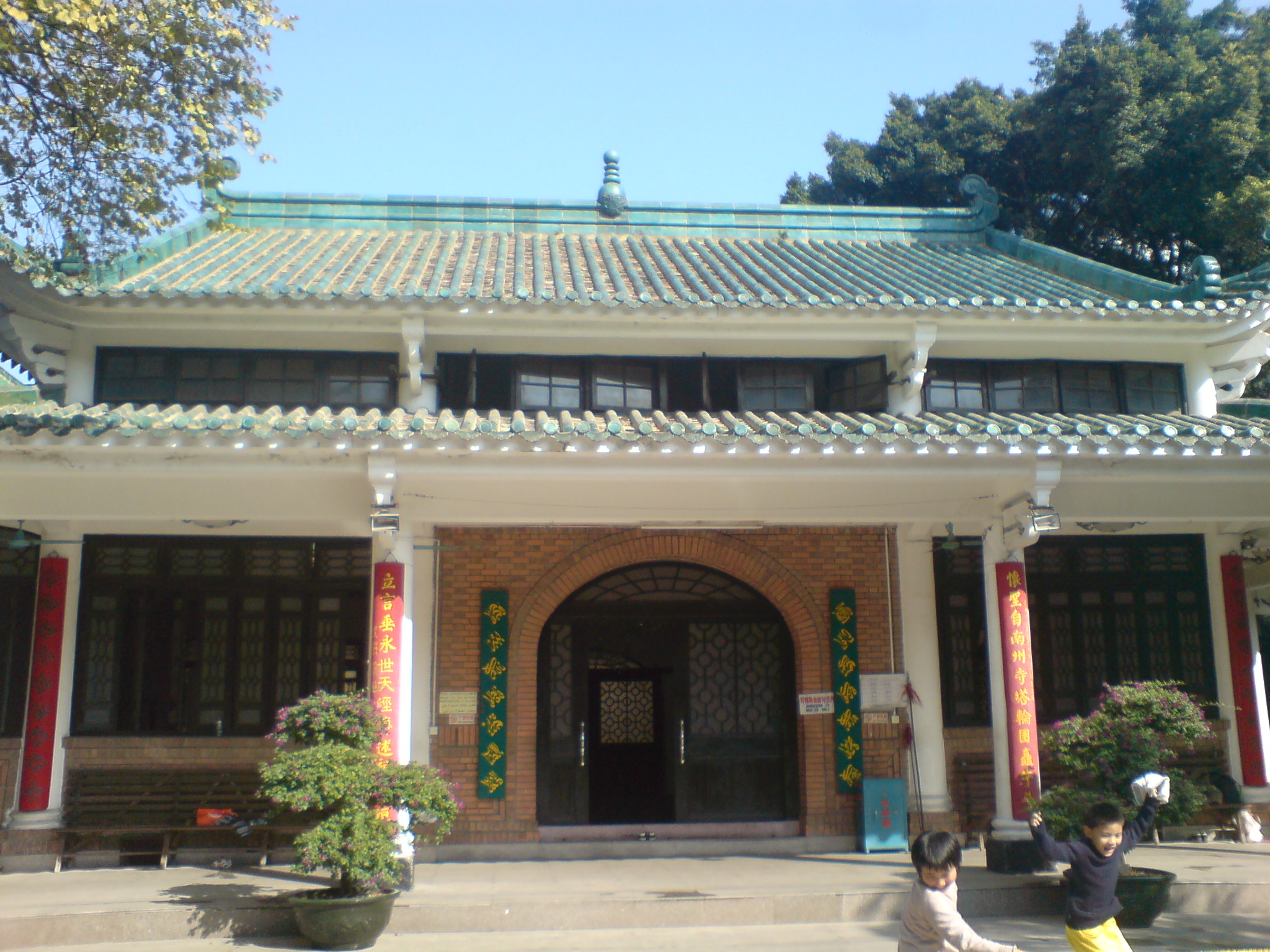
寺院内的礼拜殿

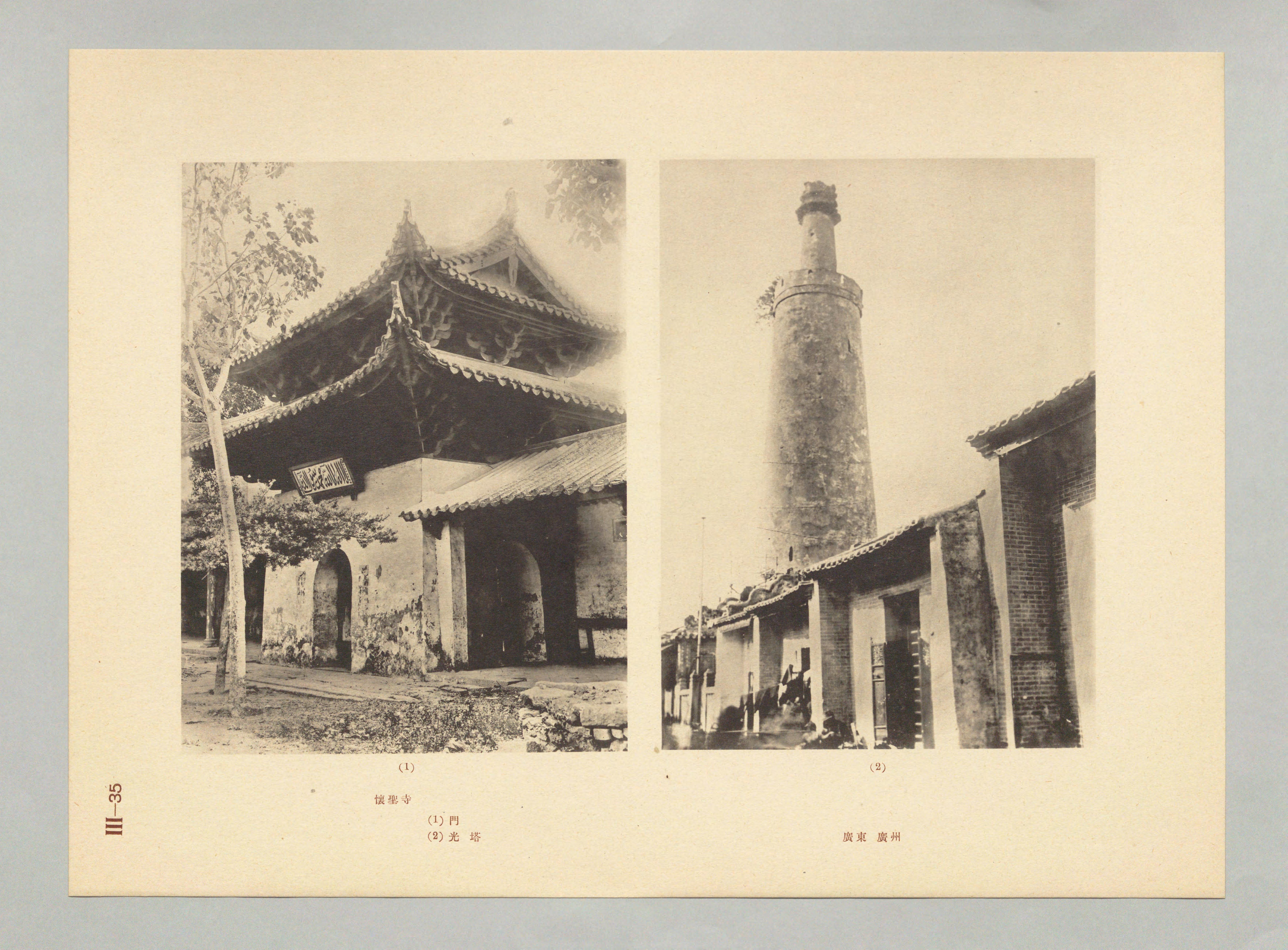
民國時期的大門及光塔，關野貞攝。

相传唐高祖武德年间（618年－626年），伊斯兰教“封印先知”穆罕默德派门徒4人来华传教，其中的赛义德·本·阿比·瓦卡斯（古译阿布·宛葛素）于唐贞观初年经海上丝绸之路在广州登陆，开始在中国传教。贞观元年（627年），阿布·宛葛素和侨居广州的阿拉伯穆斯林捐资修建了这座清真寺，为纪念“穆圣”，故取名“怀圣”。
怀圣寺于元至正三年（1343年）被焚，7年后重建。现存建筑为清康熙三十四年（1695年）重建后的规制。1949年后，怀圣寺进行过三次较大规模的修葺，基本保持了原有建筑风络。

## 建筑特色
怀圣寺坐北向南，占地面积2966平方米，整体采用中国传统的对称布局，在主轴线上依次建有三道门、看月楼、礼拜殿和藏经阁。礼拜殿坐西朝东，礼拜时面向圣地麦加（实际朝向约旦境内的佩特拉，并非麦加），建筑的比例、色彩、装饰均具西亚风格。

### 光塔
光塔位于寺门西南隅的正式名称“怀圣塔”，因教徒在诵经时常在塔顶用阿拉伯语呼喊“邦卡（呼唤之意）”，也被称为“邦卡楼”。粤语里“邦”与“光”谐音，另外塔位于珠江边，唐朝时入夜后塔顶悬灯来为来往的船只导航，故人称“光塔”或“番塔”。
此塔建于唐朝贞观年间，具有阿拉伯风格，高36米，青砖砌筑，底为圆形，表面涂有灰沙，塔身上开有长方形小孔用来采光。塔内有二螺旋形楼梯绕塔心直通塔顶。塔顶部用砖牙叠砌出线脚，原有金鸡立在上面，可随风旋转以示风向，明初被飓风吹落，1934年重修时改砌成尖顶。

## 现状
怀圣寺对中外穆斯林开放，一般不对社会人士开放。教徒常在周五和伊斯兰教节日前来聚礼，广交会期间许多阿拉伯商人前来做礼拜。但其实怀圣寺的门卫和礼品商店的本地穆斯林并不反对非穆斯林入内参观，主要是负责管理此寺的穆斯林家庭不允许随意游览。開放參觀時間為每天上午9時至下午5點，週五不開放，入內不能穿著短裙或短褲。
怀圣寺同时也是广州市伊斯兰教协会所在。

## 英文名稱
懷聖寺的英文名稱在1949年前使用（即「光塔清真寺」），現時已被部分政府部門直接用漢語拼音替代。

## 图集

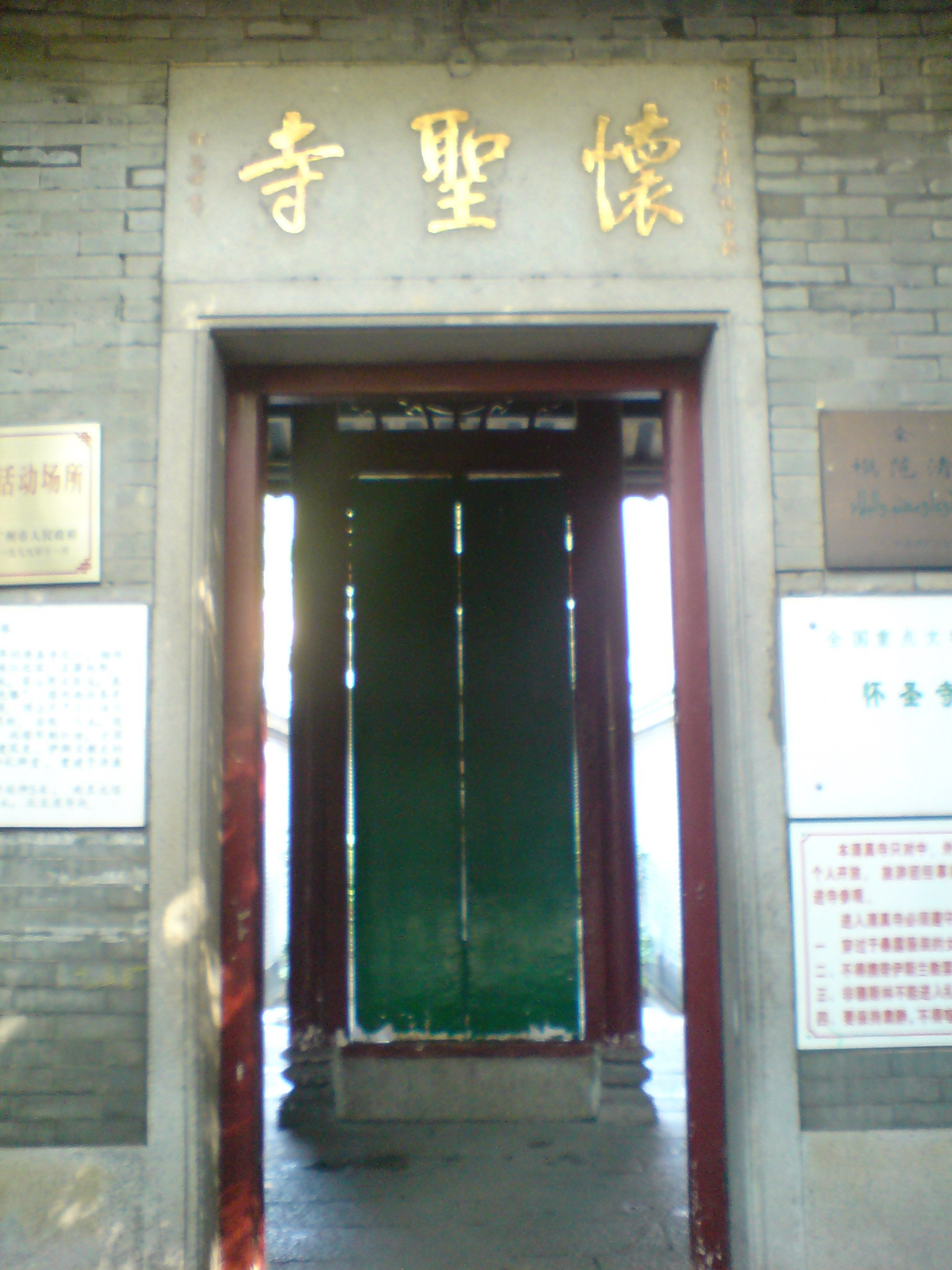
怀圣寺正门
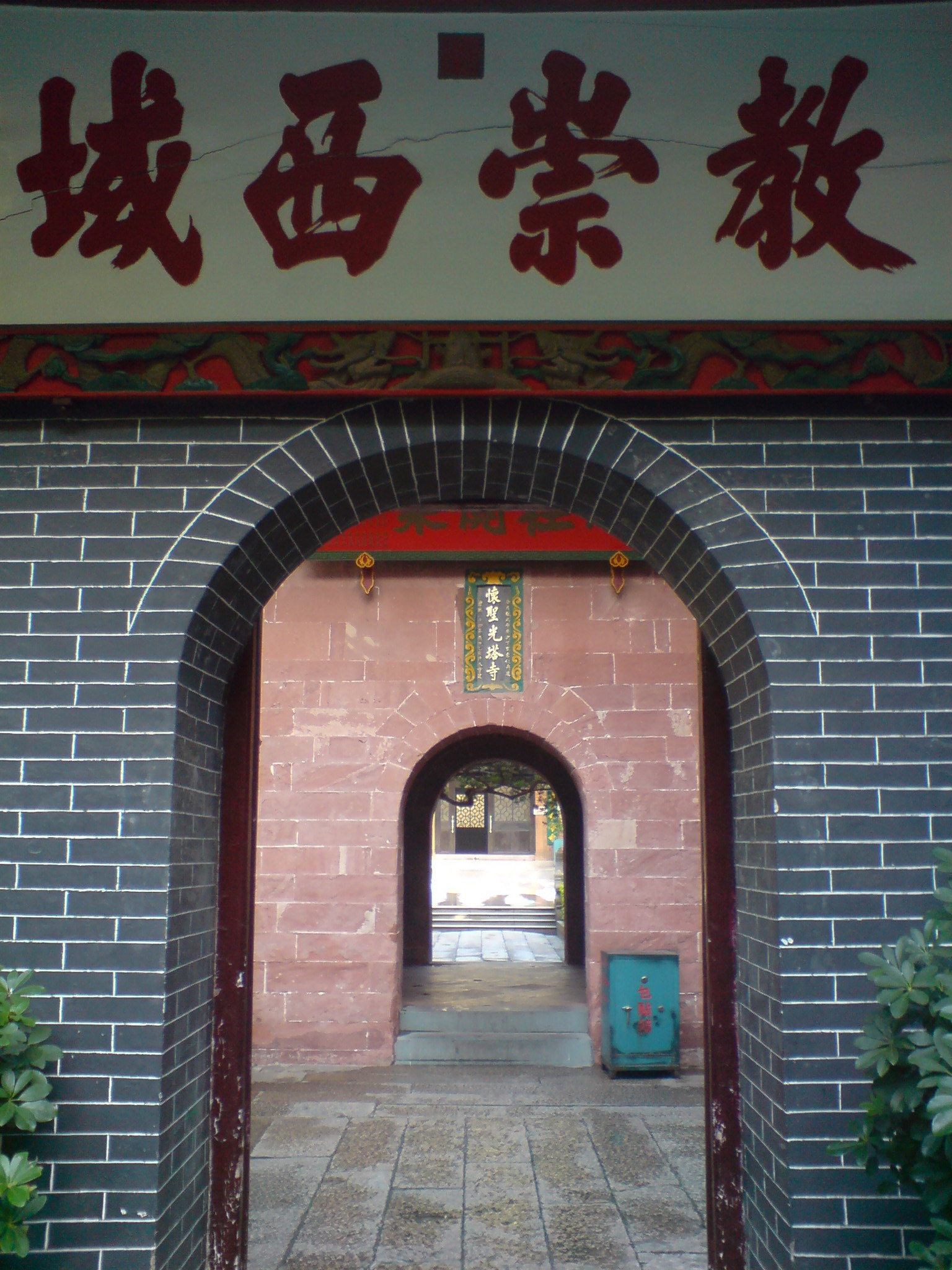
怀圣寺入门后的大清皇帝御笔匾额
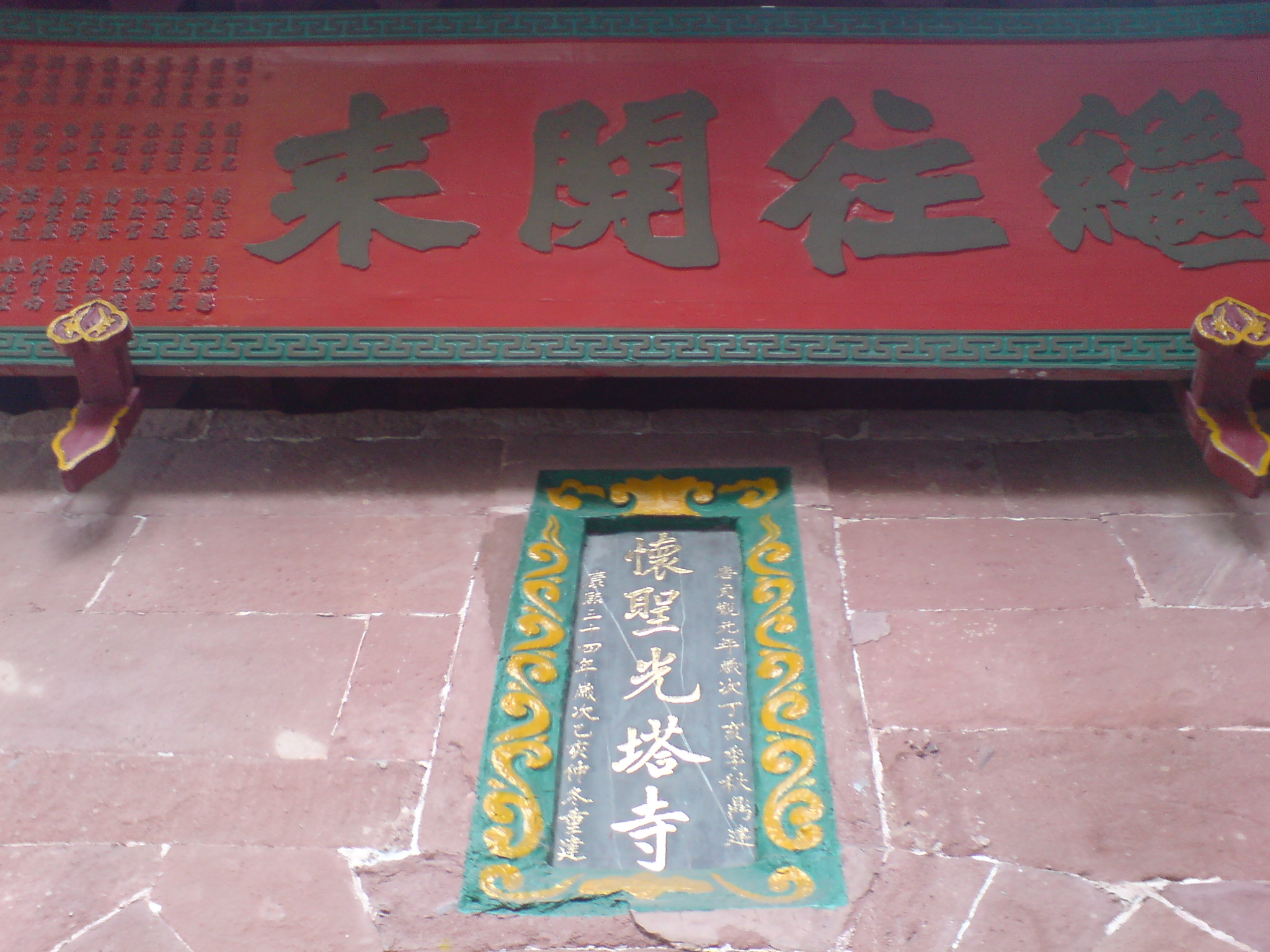
看月楼正门
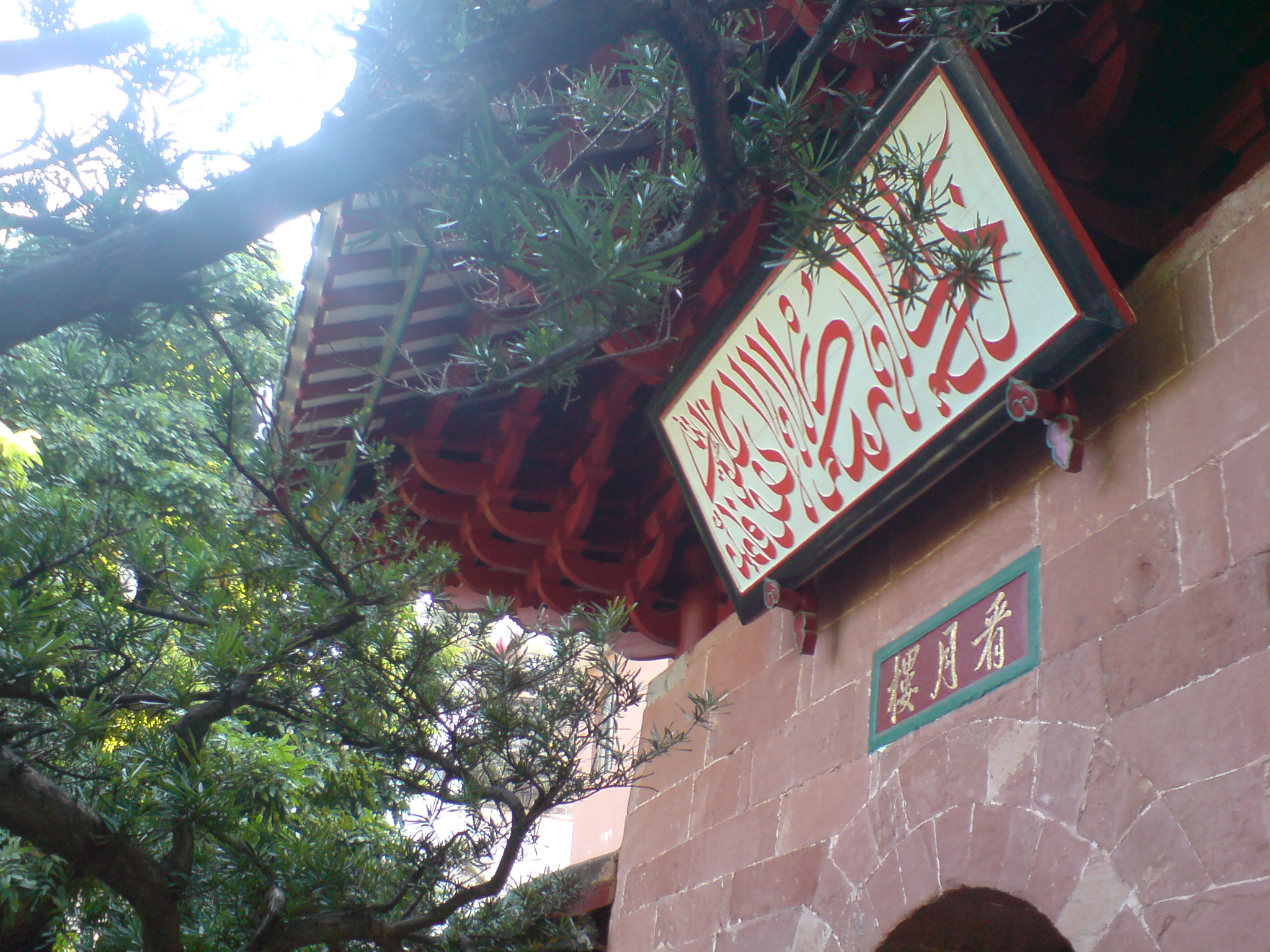
看月楼背面
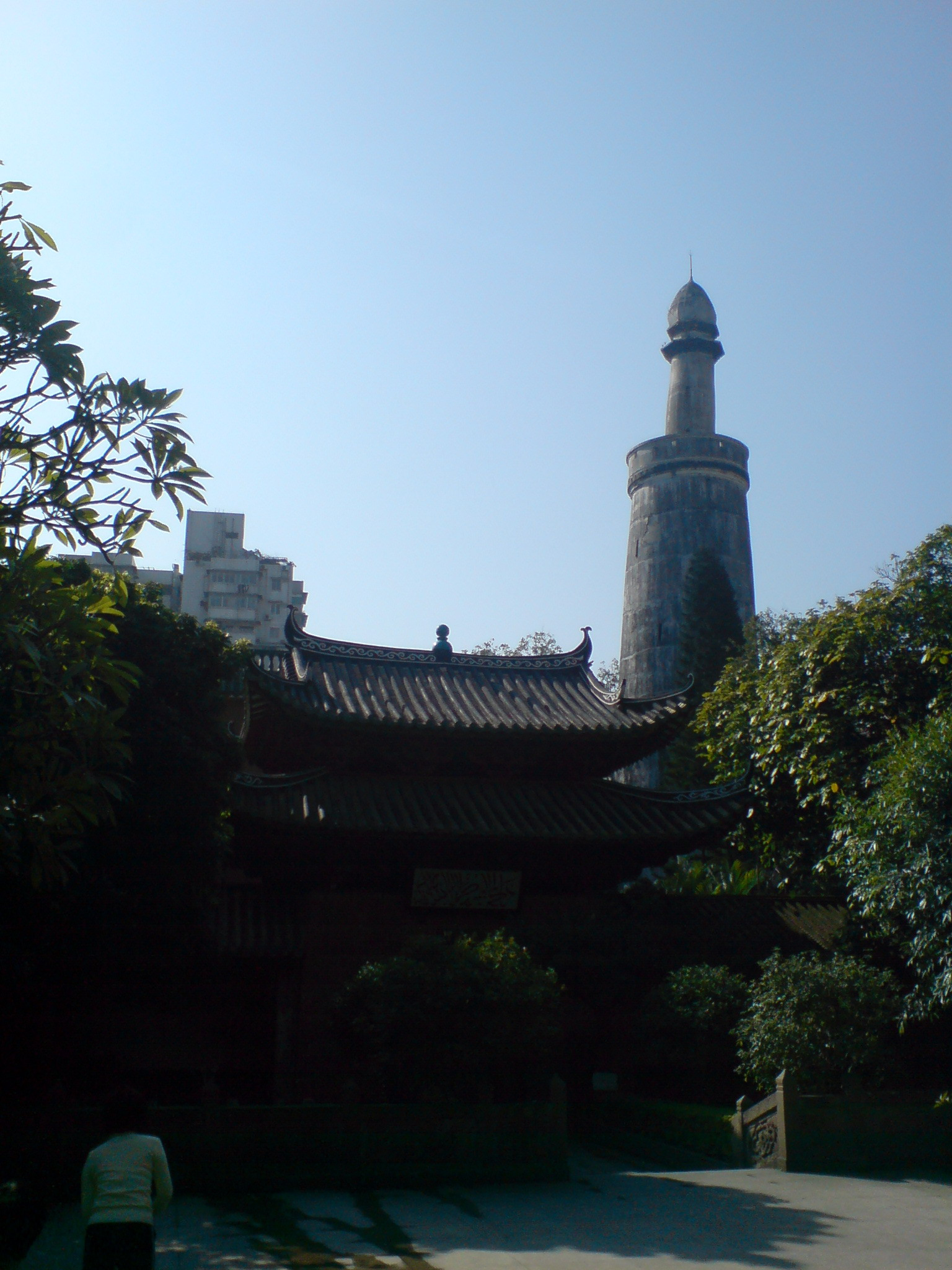
从怀圣寺里面望光塔
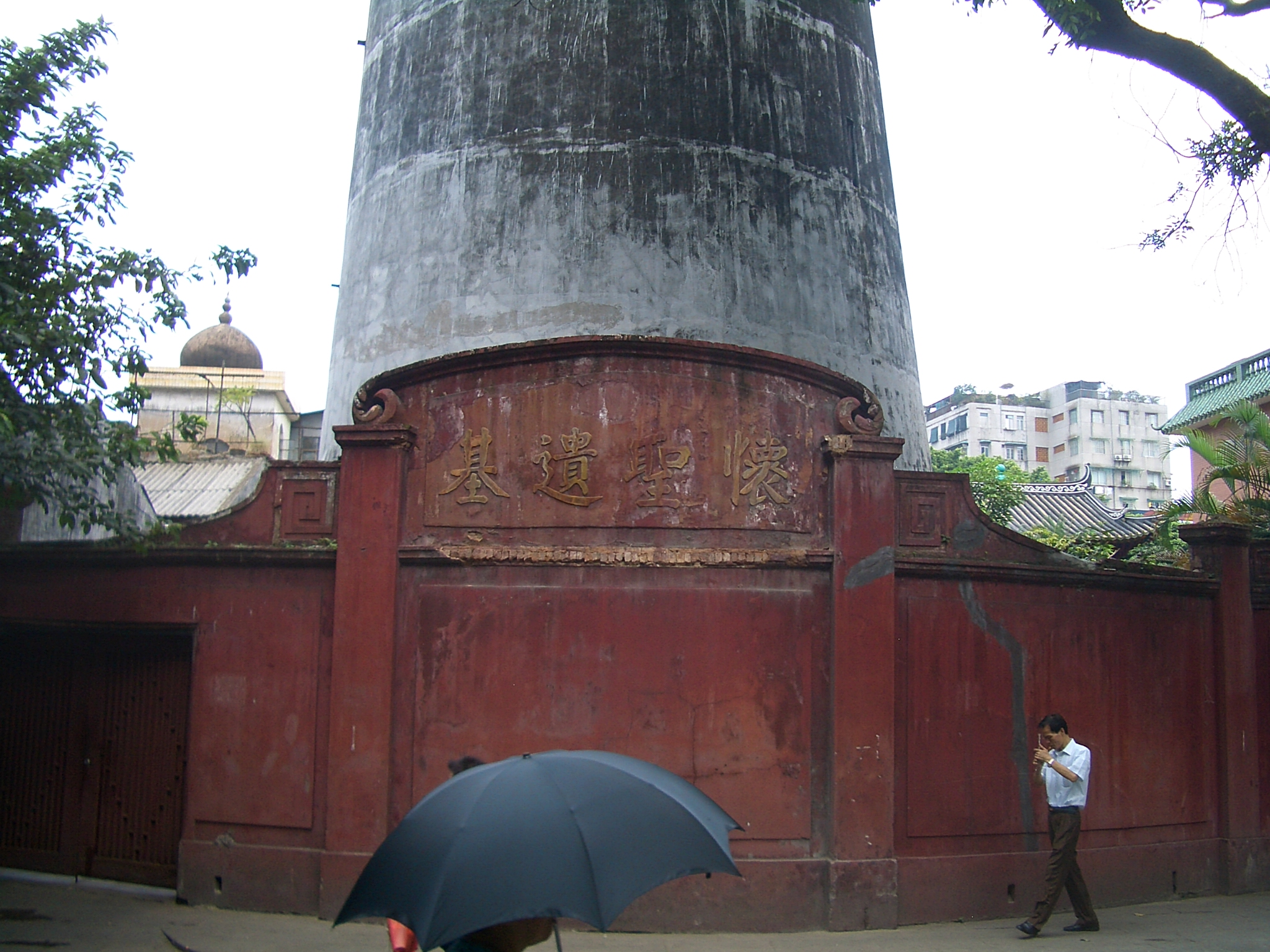
「懷聖遺基」
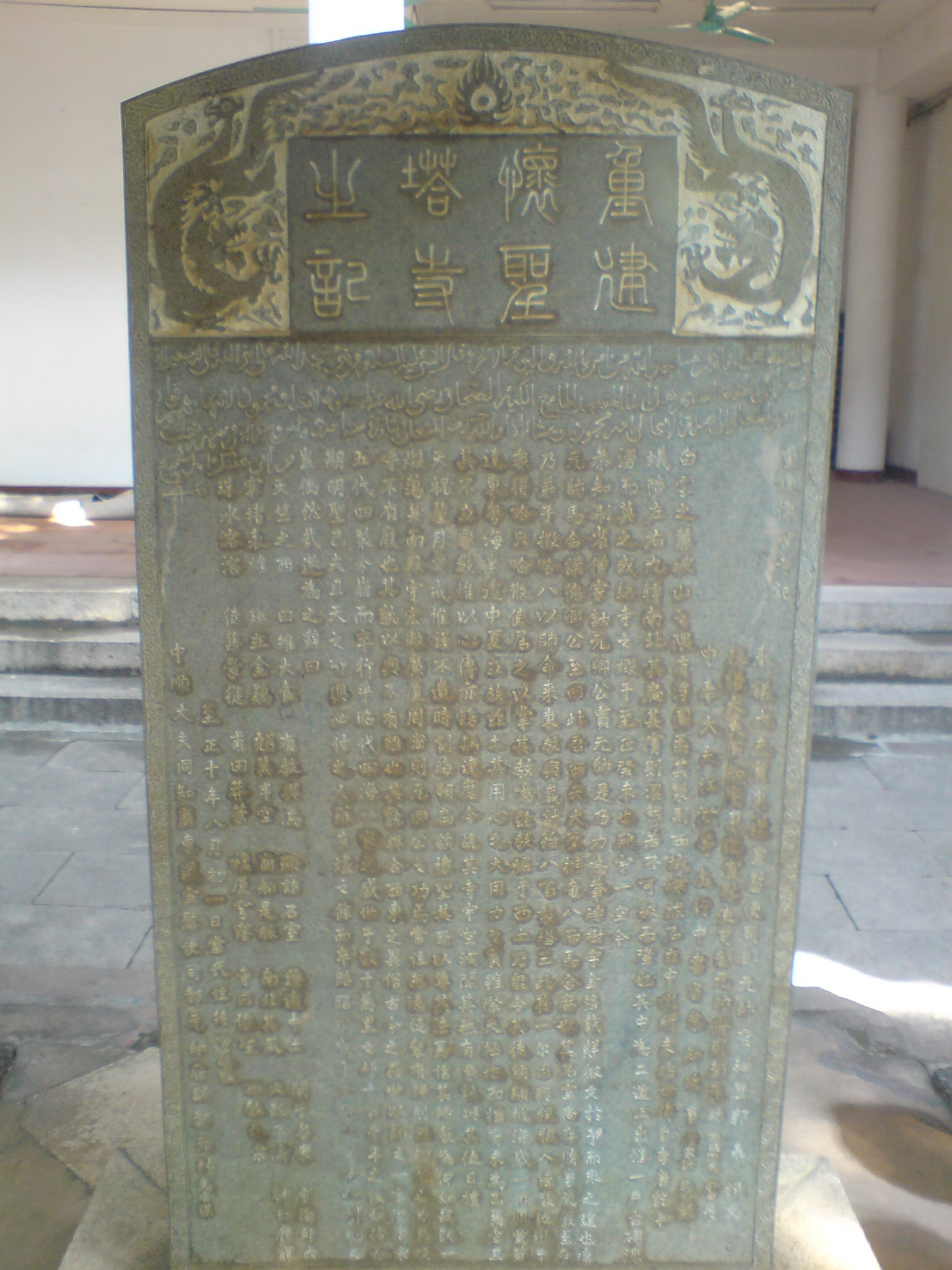
怀圣寺重建记碑
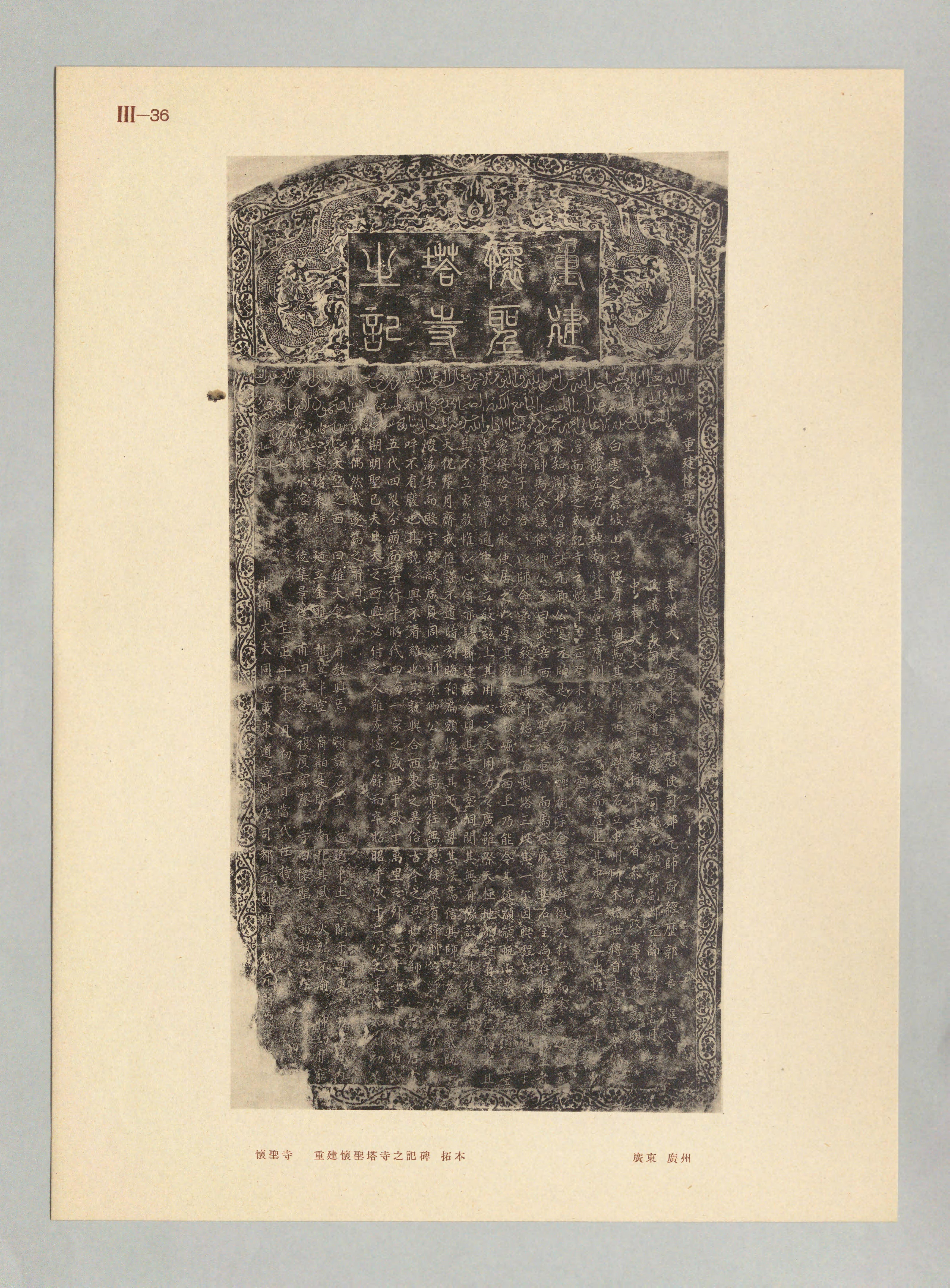
《重修懷聖塔寺之記碑》拓本
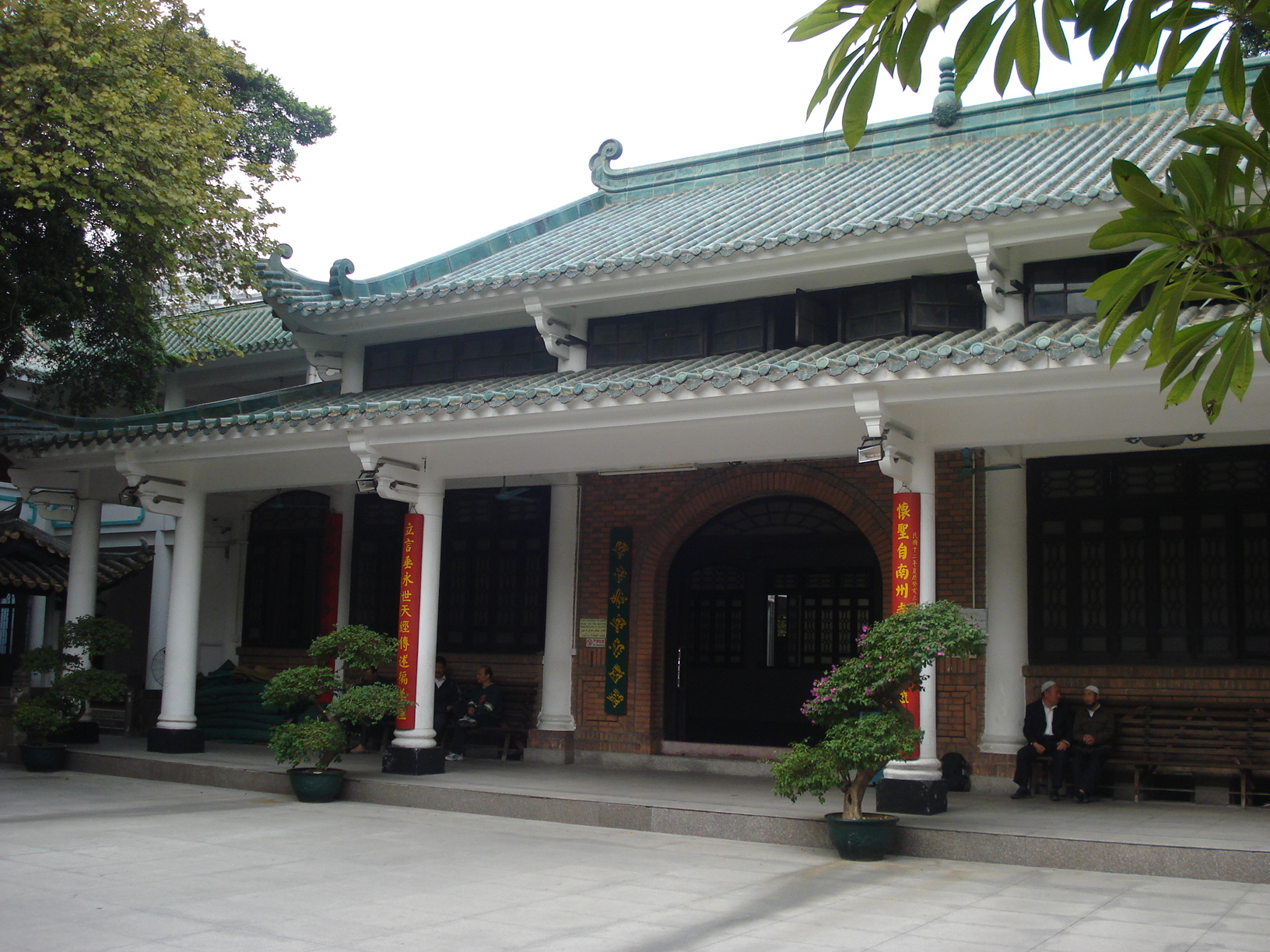